# Narciso Pena (Teksas)
Narciso Pena je naseljeno mjesto za statističke potrebe u američkoj saveznoj državi Teksas. Prema popisu stanovništva iz 2010. u njemu je živjelo 30 stanovnika.